# Tetrasarus plato
Tetrasarus plato är en skalbaggsart som beskrevs av Bates 1885. Tetrasarus plato ingår i släktet Tetrasarus och familjen långhorningar.
Artens utbredningsområde är Guatemala. Inga underarter finns listade i Catalogue of Life.